# ヨハンナ・ヴァン・ベートーヴェン
ヨハンナ・ヴァン・ベートーヴェン（Johanna van Beethoven 旧姓ライス Reiß 1786年 - 1869年）は、作曲家のルートヴィヒ・ヴァン・ベートーヴェンの義理の妹。ルートヴィヒとの間で息子のカールを巡る憎しみ深い親権争いを引き起こしており、これはベートーヴェンの生涯でも最大級の手痛い事件の一つとして知られている。

## 幼少期
ヨハンナの父はウィーンの家具職人として成功したアントン・ライスであった。母はワイン商人で地方の首長を務めた人物の娘である。
彼女は1804年に両親から窃盗の罪で告発されており、この事件が後にベートーヴェンとの法廷闘争に関わってくることになる。
1806年5月26日に作曲家ベートーヴェンの弟にあたるカスパール・アントン・カール・ヴァン・ベートーヴェンと結婚した。ひとり息子のカール・ヴァン・ベートーヴェンは約3か月後の9月4日に誕生している。

## 横領と有罪判決
1811年7月19日、ヨハンナは依頼に基づき真珠のネックレスを20,000フローリンで売却することに合意する。この真珠は3人の人物の共有財産であった。コヨヴィッツ婦人（ヨハンナに売却のためにネックレスを与えた人物）、エリーザベト・デュシャトー（- Duchateau）、ヨーゼフ・ゲスヴァルトの3人である。ヨハンナは家に強盗が押し入った様を偽装し、蓋のない道具箱を破壊して食器棚を開け放った。「強盗」が発見された同日夜、彼女は真珠を手提げ袋に隠した。その後、彼女は以前自分のもとで給仕をしていたアンナ・アイゼンバッハに罪を着せて告発したのである。警察はアイゼンバッハを数日間にわたって尋問したものの、証拠不十分で釈放となる。
1811年8月初旬、ヨハンナが真珠の数珠飾りのひとつを身に着けているのが見つかる。警察の尋問により、彼女はとうとうアーロン・アビネリという男に、他の2つを4,000フローリンで売り渡したことを白状した。夫のカスパールの尽力により、彼女は8月12日に警察の拘束から釈放された。真珠は最終的には元に戻された。
裁判は12月27日に開始された。そこでヨハンナが様々な人物に計数千フローリンの借金をしていたことが明らかとなる。彼女は政府の役人であった夫が自分に金を渡してくれないのだと不平を述べた。1811年12月30日、ヨハンナは横領と中傷の両方につき有罪判決を受けた。後者はアンナ・アイゼンバッハに虚偽の告発を行ったことによるものであった。
裁判所はヨハンナに対し、1年間の「真剣な収監」を言い渡した。これの意味するところは、鉄製の足枷をはめられ、食事は肉類ぬき、裸の板敷の上で就寝、看守以外との会話禁止である。夫が介入したことにより判決は徐々に軽くなり、まず2か月になったかと思うと、続いて1か月のみとなり、最後には皇帝への請願により裁判の開始前に過ごした時間で終わりということになってしまった。この犯罪歴も1804年の窃盗と同じく、後のベートーヴェンとの法廷での争いで非難されることになる。
この事件の後もヨハンナと夫は分不相応な暮らしを続け、借金を重ねていった。1818年にはヨハンナは、1813年に夫と主に購入したアルザーフォアシュタット郊外の邸宅を賃貸ししていた部分も含めて売りに出してしまうが、それでも借金は解消されなかった。

## ベートーヴェンとの親権争い
1812年に夫のカスパールが結核に感染する。1813年までに病状の進行した彼は、自分の死後の息子カールを世話する人物を決める裁判所への宣言文を持ち出した。彼はルートヴィヒを唯一の後見人に選定する。1815年、死の2日前に彼は遺言状の中で同じ希望を繰り返し、11月14日にこれを作成した。ところが、同じ日に遺言補足書が追加されヨハンナを共同後見人とすることになったのである。カスパールは遺書の中に「私の兄と妻の間には最高の調和は存在しない」との記載を行っており、ベートーヴェンとヨハンナが既に非常に険悪な仲であったことは明らかであった。彼はこう続けている。「[2人が]我が子の福祉のために円満たることを神がお許し給わんことを。これが死にゆく夫、そして父としての我が最後の願いである。」
この願いはむなしく終わる。カスパールの死の2日後に始まった出来事をルイス・ロックウッドはこう表現している。「その少年の親権を巡るベートーヴェンと義妹の間の苦悶の感情的法廷闘争は4年以上も続き、終わりのない怨恨、出廷、勝利したかに見えての差戻、控訴を強いた。」最終的にベートーヴェンが争議に勝つことになるが、結果としてカールが受けた影響が有害なものであったことはほぼ間違いない。
闘争の舞台となった裁判所は下オーストリア帝国王立州法廷といい、貴族階級の生まれの人々の係争に特化した裁判所であった。11月22日に裁判所はヨハンナをカールの後見人、ベートーヴェンを共同後見人とする判断を下す。28日にベートーヴェンは法的手続きを申請し、ヨハンナが後見人に不適格であるとする訴訟を起こした。この請願は成功し、1816年1月9日にベートーヴェンは単独後見人に任命された。1816年2月2日に彼はカールをカジェタン・ジアンナタジオ・デル・リオ（Cajetan Giannatasio del Rio）が運営する寄宿校に入学させた。
非常に限られた面会の権利しか認められなかったヨハンナは、1818年に法廷での反撃を開始した。このときには、州法廷はベートーヴェン一家の名前にある「ヴァン」（van）が貴族階級を示すものでないことに気づき、管轄は平民の裁判所であるウィーン治安判事に委ねられるべきであるとした。この裁判所はヨハンナに対して大層同情的で、さらにカールがベートーヴェンの家を飛び出して母の家に逃げ込んだ（12月3日）という事実にも影響された。また、それに先立つ同年中にカールは放校処分になっていたのである。
闘争の最終章は1820年、ベートーヴェンが上訴裁判所への請願を出して火蓋が落とされた。ベートーヴェン側では友人のヨハン・バプティスト・バッハの巧みな主張が奏功し、ベートーヴェンは永久親権を勝ち取ることになった。ヨハンナが7月に行った皇帝への上訴は却下され、完全に結審したのであった。

## 晩年
法廷での争いに敗れたのと同じ年、ヨハンナはひとりの非嫡出子を出産しており、1820年6月12日に誕生したその娘をルドヴィカ・ヨハンナと命名した。裕福な釣鐘鋳造師のヨハン・カスパール・ホフバウアー（1771年頃-1839年）が自分の子であると認知し、幾らかの経済的援助を行った。
1824年、ヨハンナはベートーヴェンに経済的な協力を願い出た。彼は自らの資金には手を付けなかったものの、カールの教育のために充てることとされた遺族年金の半分を彼女に返還することに合意した。
ベートーヴェンは1827年にこの世を去った。彼の唯一の相続人であったカールはまだ成人しておらず、ヨハンナの親類であるヤーコプ・ホートシェファー（Jakob Hotschevar）の下で暮らしていた。彼は親権争いに際してヨハンナの弁護士を務めた人物である。
ヨハンナは義兄の死後も長く生き、1858年には息子にも先立たれながら1869年に天寿をまっとうした。

## 人物評
当然ながら、ベートーヴェンはヨハンナを極めて否定的に捉えていた。1826年9月の手紙の中で、彼はヨハンナを「極端に堕落した人間」と呼び、その性格について「よこしま、邪悪、油断ならない」と評している。様々な場面で、彼はヨハンナをモーツァルトの有名なオペラ『魔笛』の悪役になぞらえて「夜の女王」と呼んでいた。
ベートーヴェンと同じ見解を持つ者たちもいた。カールの法定後見人を務めたヤーコプ・ホートシェファーは、1830年にヨハンナの娘のルドヴィカの後見人になることを拒否している。ヨハンナの「称賛には程遠い品行」のため、彼は単純にこれ以上彼女と関わり合いになりたくないのだと、裁判所に通知している。